# Вест Рединг
Вест Рединг (енгл. West Reading) град је у америчкој савезној држави Пенсилванија.
Вест Рединг има статус borough који имају сва насеља која су развијенија и већа од мањих градова (енгл. township) али мања од већих градова (енгл. city).

## Демографија
По попису из 2010. године број становника је 4.212, што је 163 (4,0%) становника више него 2000. године.
| Група             | 2000.         | 2010.         |
| Белци             | 3.463 (85,5%) | 2.939 (69,8%) |
| Афроамериканци    | 163 (4,0%)    | 363 (8,6%)    |
| Азијати           | 62 (1,5%)     | 88 (2,1%)     |
| Хиспаноамериканци | 315 (7,8%)    | 769 (18,3%)   |
| Укупно            | 4.049         | 4.212         |